# Tokelau (Tuvalu)
Ne doit pas être confondu avec le pays océanien des Tokelau

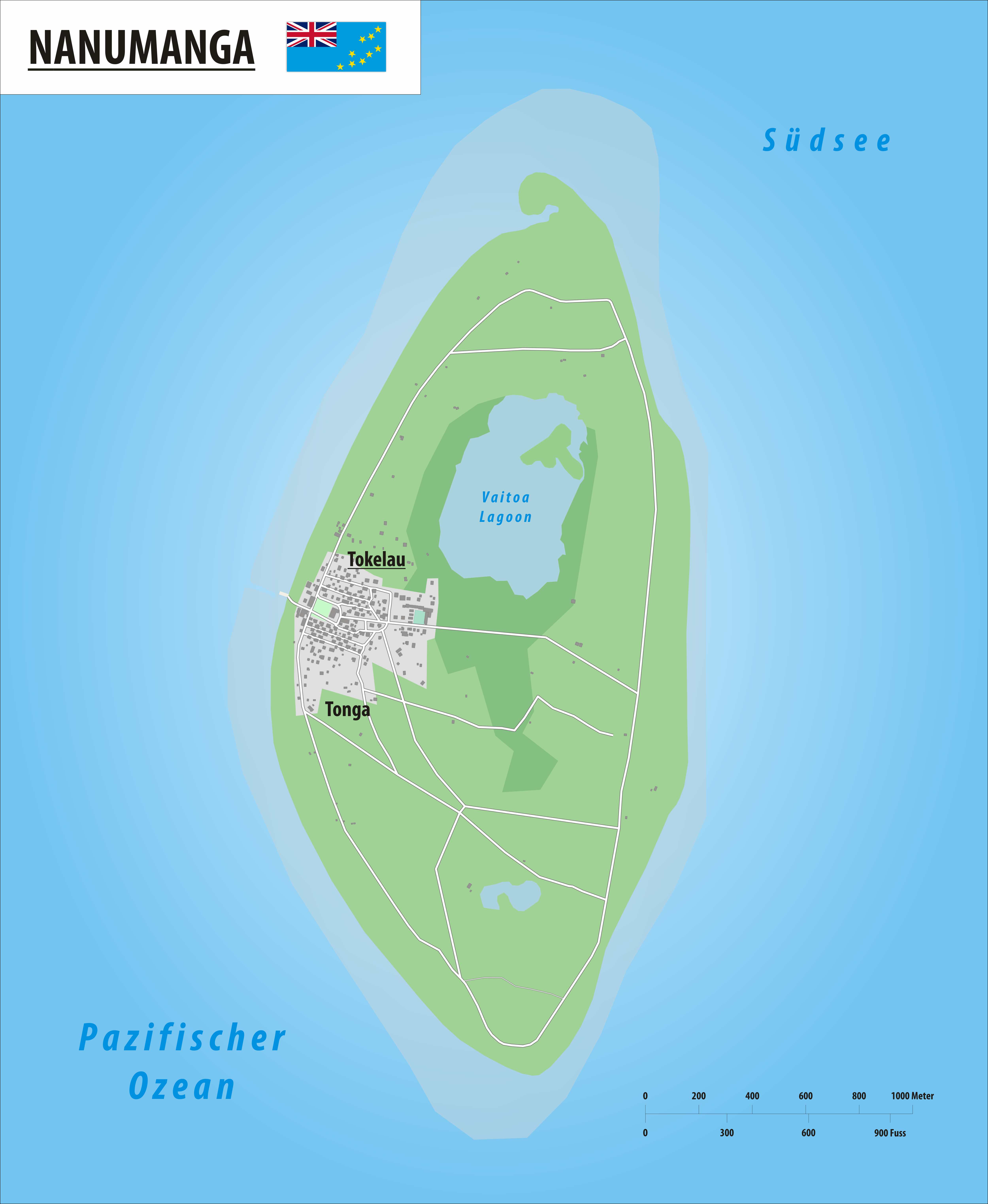
Le village de Tokelau (au nord), sur l'île de Nanumaga.

Tokelau est un village des Tuvalu, situé sur l'île de Nanumaga. En 2012, il avait 245 habitants.